# Hoàng Liên Sơn
Hoàng Liên Sơn is een voormalige provincie in het noorden van Vietnam. De provincie is ontstaan in 1975 door een samenvoeging van de provincies Lào Cai en Yên Bái en de districten Mù Căng Chải, Văn Chấn, Trạm Tấu van de provincie Nghĩa Lộ. De hoofdstad van de provincie was Yên Bái.
De totale oppervlakte van de provincie was 14.125 km². De provincie heeft bestaan tot 1991 en is de provincie weer gesplitst in de provincie waaruit het is ontstaan.